# Schallgedämpfter Motorenprüfstand

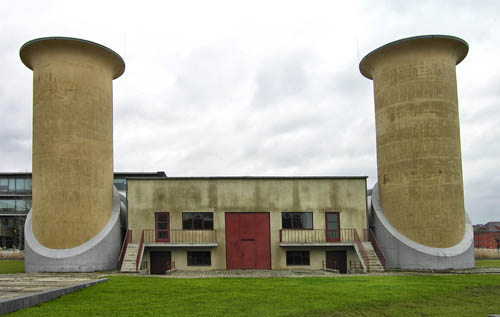
Motorenprüfstand

Der in den Jahren 1933 bis 1935 erbaute Schallgedämpfte Motorenprüfstand befindet sich inmitten des Aerodynamischen Parks im Berliner Ortsteil Adlershof. Hier wurden Flugmotoren mit Luftschrauben (mit einem maximalen Durchmesser von fünf Metern) auf ihre Wirksamkeit, Belastbarkeit und Lebensdauer geprüft. Bei Schleuderprüfungen wurden diese Schrauben teilweise weit über ihre Nenndrehzahl belastet. Durch mehrfache Umlenkung des Luftstroms und Auskleidung des Gebäudes mit verschiedenen Holzkonstruktionen konnte eine besonders wirksame Schalldämpfung erreicht werden. Prägnant sind die beiden seitlichen Ablufttürme (mit einer Höhe von 15 Metern) mit den oberen Abschlusskrempen und die fließenden Konturen der Sockelbauteile in Ortbeton. 
Der ehemalige Motorenprüfstand ist an die Humboldt-Universität übertragen worden. Ergänzend zu den Institutsgebäuden wird dieses technische Denkmal vom Studentenparlament als Café betrieben und als multifunktionale Einrichtung für kulturelle und soziale Zwecke genutzt. Das Gebäude wurde 2011 vom Architekturbüro modus.architekten aus Potsdam saniert.
Der Schallgedämpfte Motorenprüfstand ist als Teil des früheren Standortes der Deutschen Versuchsanstalt für Luftfahrt denkmalgeschützt.